# Schoineus
Schoineus (altgriechisch: Σχοινεύς Skhoineús) ist der Name einer Figur der griechischen Mythologie.
Er soll König eines Teils von Böotien und der Sohn von Athamas und der Themisto gewesen sein. Seine Brüder waren Leukon, Erythrios und Ptoos. Laut Hyginus war er der Vater von Klymenos, einer anderen mythologischen Tradition nach der Atalante.